# Stelzenberg
Stelzenberg ist eine Ortsgemeinde im Landkreis Kaiserslautern in Rheinland-Pfalz. Sie gehört der Verbandsgemeinde Landstuhl an.

## Geographie

### Lage
Die Gemeinde liegt im Biosphärenreservat Pfälzerwald. Stelzenberg befindet sich ungefähr zwischen der Stadt Kaiserslautern (Entfernung zum Ortsanfang und somit zur Rheinland-Pfälzischen Technischen Universität Kaiserslautern-Landau in Kaiserslautern etwa zehn Kilometer) und der Gemeinde Trippstadt (Entfernung zum Ortsanfang etwa sechs Kilometer). Zu Stelzenberg gehören zusätzlich die Wohnplätze und Weiler Alte Schmelz, Breitenau, Eisenschmelz, Forsthaus Horst und Walzwerk. Nachbargemeinden sind – im Uhrzeigersinn – Kaiserslautern, Trippstadt, Schopp und Krickenbach. Das Naturschutzgebiet Aschbachtal-Jagdhausweiher befindet sich teilweise auf Gemarkung der Ortsgemeinde.

### Gewässer
Die Moosalbe bildet die südliche Gemarkungsgrenze zu Schopp. Ihr linker Nebenfluss Aschbach markiert im Norden die Grenze zu Kaiserslautern und fließt anschließend durch den Westen der Gemarkung; dort durchfließt sie mit dem Walzweiher einen Woog.

## Geschichte
Der Ort wurde im Jahr 1534 erstmals urkundlich erwähnt. Die Stolzenburg in Stelzenberg, die von dem „Herren von Stelzenberg“ errichtet wurde, wurde zum ersten Mal 1293 erwähnt. Die 1244 erbaute Burg wurde aber im Dreißigjährigen Krieg vollständig zerstört. Stelzenberg gehörte später zur Herrschaft Wilenstein in der Grafschaft Falkenstein und gelangte durch Kauf 1719 an den kurpfälzischen Oberstjägermeister Freiherr Ludwig Anton von Hacke (1682–1752); im Besitz seiner auf Schloss Trippstadt residierenden Familie blieb es bis zum Ende der Feudalzeit. Zeitweise unterstand der Ort ebenso dem Oberamt Winnweiler.
Von 1798 bis 1814, als die Pfalz Teil der Französischen Republik (bis 1804) und anschließend Teil des Napoleonischen Kaiserreichs war, war Stelzenberg in den Kanton Kaiserslautern eingegliedert und unterstand der Mairie Trippstadt. 1815 wurde die Gemeinde Österreich zugeschlagen. Bereits ein Jahr später wechselte der Ort wie die gesamte Pfalz in das Königreich Bayern. Von 1818 bis 1862 gehörte er dem Landkommissariat Kaiserslautern an; aus diesem ging das Bezirksamt Kaiserslautern  hervor.
Seit 1939 ist die Gemeinde Bestandteil des Landkreises Kaiserslautern. Nach dem Zweiten Weltkrieg wurde Stelzenberg innerhalb der französischen Besatzungszone Teil des damals neu gebildeten Landes Rheinland-Pfalz. Im Zuge der ersten rheinland-pfälzischen Verwaltungsreform wurde der Ort 1972 in die neu geschaffene Verbandsgemeinde Kaiserslautern-Süd eingegliedert, die zum 1. Juli 2019 mit der Verbandsgemeinde Landstuhl zur neuen Verbandsgemeinde Landstuhl fusionierte.

## Bevölkerung

### Bevölkerungsentwicklung
Die Entwicklung der Einwohnerzahl von Stelzenberg, die Werte von 1871 bis 1987 beruhen auf Volkszählungen:
| Jahr | Einwohner |
| ---- | --------- |
| 1815 | 329       |
| 1835 | 471       |
| 1871 | 521       |
| 1905 | 534       |
| 1939 | 605       |

| Jahr | Einwohner |
| ---- | --------- |
| 1950 | 687       |
| 1961 | 811       |
| 1970 | 909       |
| 1987 | 1.106     |
| 1997 | 1.316     |

| Jahr | Einwohner |
| ---- | --------- |
| 2005 | 1.226     |
| 2011 | 1.147     |
| 2017 | 1.154     |
| 2023 | 1.239     |

### Religion
Ende 2014 waren 46,7 Prozent der Einwohner evangelisch und 21,3 Prozent katholisch. Die übrigen gehörten einer anderen Religion an oder waren konfessionslos. Die Katholiken gehören zum Bistum Speyer, die Evangelischen zur Protestantischen Landeskirche Pfalz. Protestantischerseits bildet Stelzenberg zusammen mit Trippstadt und Mölschbach eine Kirchengemeinde.

## Politik

### Gemeinderat
Der Gemeinderat in Stelzenberg besteht aus 16 Ratsmitgliedern, die bei der Kommunalwahl am 9. Juni 2024 in einer Mehrheitswahl gewählt wurden, und dem ehrenamtlichen Ortsbürgermeister als Vorsitzendem. Bis zur Wahl 2019 wurde eine personalisierte Verhältniswahl durchgeführt, da mindestens zwei Wahlvorschlagslisten eingereicht wurden.
Die Sitzverteilung im Gemeinderat:
| Wahl | SPD               | CDU               | Grüne             | FWG               | Gesamt   |
| ---- | ----------------- | ----------------- | ----------------- | ----------------- | -------- |
| 2024 | per Mehrheitswahl | per Mehrheitswahl | per Mehrheitswahl | per Mehrheitswahl | 16 Sitze |
| 2019 | 5                 | –                 | –                 | 11                | 16 Sitze |
| 2014 | 9                 | 0                 | –                 | 7                 | 16 Sitze |
| 2009 | 7                 | 1                 | 1                 | 7                 | 16 Sitze |
| 2004 | 7                 | 2                 | 1                 | 6                 | 16 Sitze |

- FWG = Freie Wählergruppe Stelzenberg e. V.

### Bürgermeister
Ortsbürgermeister von Stelzenberg ist Fritz Geib (FWG). Bei der Direktwahl am 26. Mai 2019 wurde er mit einem Stimmenanteil von 71,20 % gewählt und ist damit Nachfolger von Reiner Demuth (SPD), der nicht erneut angetreten war. Bei der Direktwahl am 9. Juni 2024 wurde er als einziger Bewerber mit 71,1 % für weitere fünf Jahre in seinem Amt bestätigt.

### Wappen
| Wappen von Stelzenberg | Blasonierung: „Von Rot und Silber geteilt, oben eine mit Zinnen versehene zweitürmige Toranlage mit verschlossenem Tor, unten zwei aufgerichtete gegeneinander gewölbte, von Rot und Gold und Blau gestreifte Regenbogen.“ |
| Wappen von Stelzenberg | Wappenbegründung: Der untere Teil des Ortswappens mit den beiden Regenbögen ist das Familienwappen der Freiherrn von Hacke. Es wurde 1950 vom Ministerium des Innern in Koblenz genehmigt.                                 |

## Kultur und Sehenswürdigkeiten

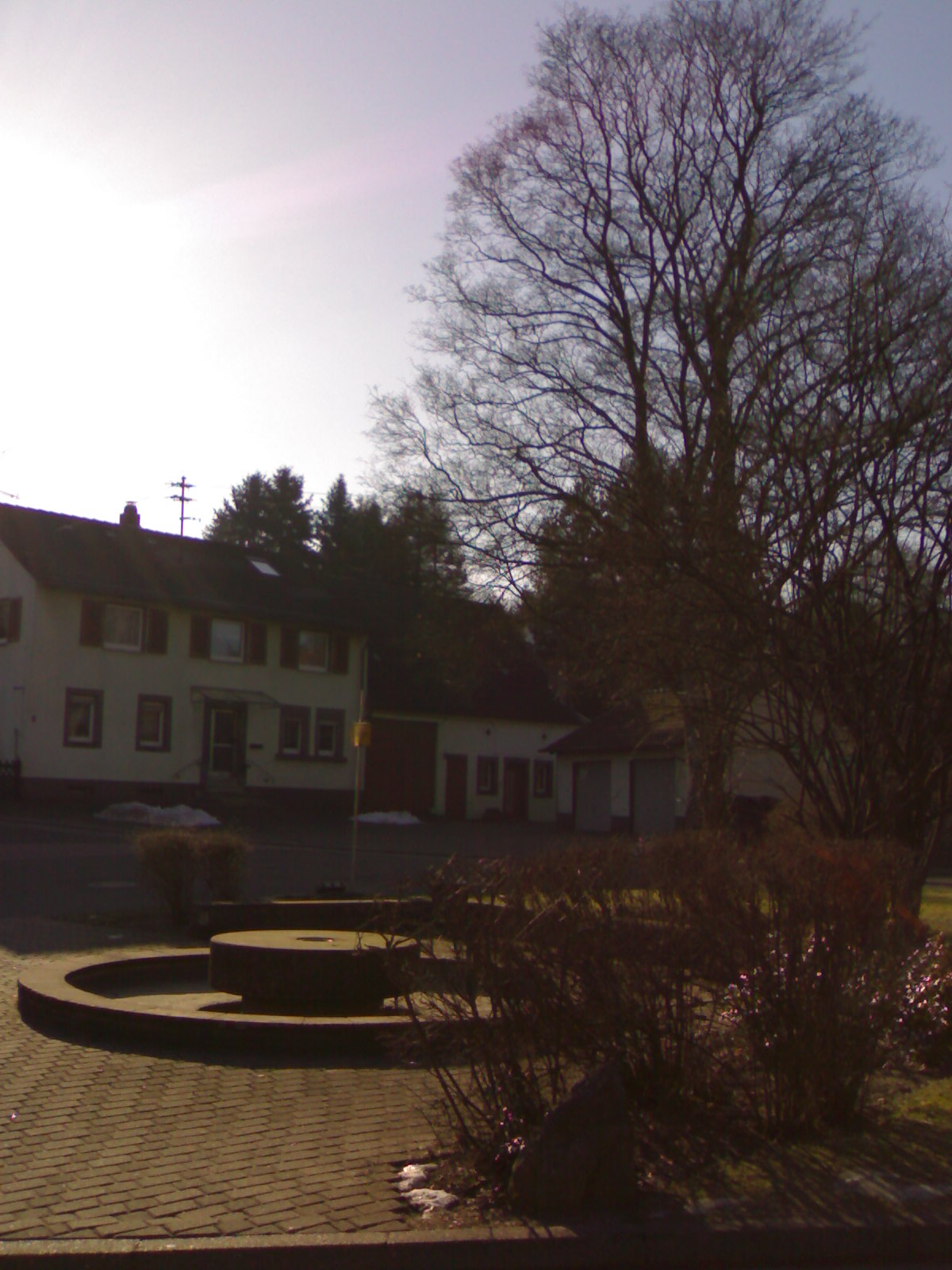
Dorfplatz mit Dorfbrunnen

Der Dorfplatz mit dem Dorfbrunnen (Lindenbrunnen) ist direkt am Ortseingang ein zentraler Punkt innerhalb der Gemeinde.
In Stelzenberg befinden sich insgesamt sechs Objekte, die unter Denkmalschutz stehen sowie mit dem Talbrunnen und dem Bergahorn am Lindenbrunnen zwei Naturdenkmale. Auf Gemarkung der Gemeinde befand sich die nicht mehr genau lokalisierbare Stolzenburg.

### Regelmäßige Veranstaltungen
Jährlich am dritten Wochenende im August findet die traditionelle Kerwe statt.
Jährlich am letzten Sonntag im August wird um das Backhaus mit Musik und Flammkuchen das traditionelle Backofenfest gefeiert.

## Verkehr
Westlich der Gemeinde verläuft die Bundesstraße 270 die Kaiserslautern mit Pirmasens verbindet. Zur Bundesautobahn 62 (Nonnweiler-Pirmasens) mit der Anschlussstelle Bann sind es 15 km. Stelzenberg wird von einer Buslinie des VRN bedient, wobei werktags von morgens 5 bis abends 22 Uhr regelmäßig und mindestens einmal pro Stunde Busse verkehren. Die Linie verkehrt zwischen Trippstadt und Kaiserslautern. Durch Stelzenberg verlaufen außerdem die Kreisstraßen 53 und 55.
Nächstgelegener Bahnhof ist Schopp an der Biebermühlbahn; nachdem der im Westen der Gemeindegemarkung befindliche Haltepunkt Karlsthal mangels Rentabilität zwischenzeitlich aufgegeben worden war.
Zudem führen der Skulpturenweg Rheinland-Pfalz und der Gewässerwanderweg an der Moosalbe durch Stelzenberg.

## Persönlichkeiten

### Söhne und Töchter der Gemeinde
- Karl Huber (1886–1963), Lehrer, Schriftsteller und Verleger
- Marcel Cordes (1920–1992), Opern- und Konzertsänger

### Personen, die vor Ort gewirkt haben
- Dieter Prätzel-Wolters (* 1950), Mathematiker, wohnt vor Ort
- Jürgen Franke (* 1952), Mathematiker, Professor für Angewandte Mathematische Statistik an der Technischen Universität Kaiserslautern und wissenschaftlicher Berater des Fraunhofer-Instituts für Techno- und Wirtschaftsmathematik in Kaiserslautern, wohnt in Stelzenberg
- Winni Schaak (* 1957), Bildhauer, schuf 2005 vor Ort die Skulptur Schneid’ger Kopfkarton VI
- Uli Gsell (* 1967), Bildhauer, schuf 2005 vor Ort den Schweinstäler Kopf